# Adam Burish
Adam Burish (* 6. ledna 1983, Madison, Wisconsin, USA) je americký hokejový útočník hrající v týmu San Jose Sharks v severoamerické lize (NHL). V roce 2010 vyhrál Stanley Cup s týmem Chicago Blackhawks.

## Hráčská kariéra

### Amatérská a juniorská kariéra
Od sezony 2002-03 hrál za University of Wisconsin ve WCHA, součásti NCAA. Ještě než na univerzitu nastoupil vybralo si ho v draftu 2002 Chicago až v 9. kole, celkově jako 282. hráče. V sezoně 2004-05 byl jmenován kapitánem Wisconsinu a v následující sezoně zažil nejlepší rok, jak v osobních statistikách tak i s celým týmem. V 42 zápasech nasbíral 33 bodů (9+24) a dokázal dovést Badgers až k titulu v univerzitních soutěžích na turnaji Frozen Four, 6. v historii klubu a 1. od roku 1990. Ve finále proti Bostonu přihrával na oba góly, když jeho tým vyhrál 2-1. Byl vybrán do All-Star týmu Frozen Four. S Blackhawks podepsal 16. května 2006 dvouletou smlouvu.

### Profesionální kariéra
Vzhledem k tomu, že Chicago mělo problém s platovým stropem nechalo Burishe po vítězné sezoně odejít a ten se hned 1. července 2010 dohodl na dvouleté smlouvě s Dallasem Stars, která mu zaručila plat 1,15 milionu dolarů za sezonu. Ve 128 zápasech za obě sezony nasbíral 33 bodů a 167 TM.
Dalším jeho působištěm se pak stalo San Jose Sharks, se kterými podepsal 4letou smlouvu 1. července 2012 s průměrným ročním příjmem 1,8 milionu dolarů.

## Klubové statistiky
| 2001–02    | Green Bay Gamblers              | USHL       | 61  | 24 | 33 | 57 | 122 | 1  | 0 | 0 | 0 | 0  |
| 2002–03    | University of Wisconsin–Madison | WCHA       | 19  | 0  | 6  | 6  | 32  | —  | — | — | — | —  |
| 2003–04    | University of Wisconsin–Madison | WCHA       | 43  | 6  | 13 | 19 | 63  | —  | — | — | — | —  |
| 2004–05    | University of Wisconsin–Madison | WCHA       | 41  | 13 | 7  | 20 | 41  | —  | — | — | — | —  |
| 2005–06    | University of Wisconsin–Madison | WCHA       | 40  | 8  | 21 | 29 | 67  | —  | — | — | — | —  |
| 2006–07    | Norfolk Admirals                | AHL        | 64  | 11 | 10 | 21 | 146 | 6  | 1 | 1 | 2 | 4  |
| 2006–07    | Chicago Blackhawks              | NHL        | 9   | 0  | 0  | 0  | 2   | —  | — | — | — | —  |
| 2007–08    | Chicago Blackhawks              | NHL        | 81  | 4  | 4  | 8  | 214 | —  | — | — | — | —  |
| 2008–09    | Chicago Blackhawks              | NHL        | 66  | 6  | 3  | 9  | 93  | 17 | 3 | 2 | 5 | 30 |
| 2009–10    | Chicago Blackhawks              | NHL        | 13  | 1  | 3  | 4  | 14  | 15 | 0 | 0 | 0 | 2  |
| 2010–11    | Dallas Stars                    | NHL        | 63  | 8  | 6  | 14 | 91  | —  | — | — | — | —  |
| 2011–12    | Dallas Stars                    | NHL        | 65  | 6  | 13 | 19 | 76  | —  | — | — | — | —  |
| NHL celkem | NHL celkem                      | NHL celkem | 297 | 25 | 29 | 54 | 490 | 32 | 3 | 2 | 5 | 32 |

Legenda
- Z - Odehrané zápasy (Zápasy)
- G - Vstřelené branky (Góly)
- A - Přihrávky na gól (Asistence)
- B - Kanadské body (Vstřelené branky sečtené s Přihrávkami na gól)
- TM - Trestné minuty

## Reprezentační statistiky
| Rok  | Tým | Akce |   | Z | G | A | B  | TM |
| ---- | --- | ---- | - | - | - | - | -- | -- |
| 2008 | USA | MS   | 7 | 0 | 3 | 3 | 27 |    |